# Nguyễn Phúc Miên Tỉnh
Nguyễn Phúc Miên Tỉnh (hoặc Tĩnh) (chữ Hán: 阮福綿㝭; 11 tháng 11 năm 1830 – 18 tháng 3 năm 1870), tước phong Điện Quốc công (奠國公), là một hoàng tử con vua Minh Mạng nhà Nguyễn trong lịch sử Việt Nam.
Chữ Tỉnh (㝭) trong tên của quốc công Miên Tỉnh có nghĩa là "tỉnh táo", đọc cùng âm với từ Tỉnh (𡨽) có nghĩa là "tỉnh lỵ" trong tên của hoàng tử Miên Tỉnh (mất sớm), con trai thứ 43 của vua Minh Mạng, mẹ là Tứ giai Huệ tần Trần Thị Huân.

## Tiểu sử
Hoàng tử Miên Tỉnh sinh ngày 26 tháng 9 (âm lịch) năm Canh Dần (1830), là con trai thứ 52 của vua Minh Mạng, mẹ là Ngũ giai Hòa tần Nguyễn Thị Khuê. Ông là người con thứ ba của bà Hoà tần. Lúc còn là hoàng tử, ông sáng dạ, thông suốt kinh sách nên rất được vua yêu.
Năm Minh Mạng thứ 21 (1840), vua phong cho ông làm Điện Quốc công (奠國公) khi mới 11 tuổi. Cũng trong năm đó, vua Minh Mạng cho đúc các con thú bằng vàng để ban thưởng cho các hoàng thân anh em, các hoàng tử công và hoàng tử chưa được phong tước. Quốc công Miên Tỉnh được ban cho một con sư tử bằng vàng nặng 8 lạng 4 đồng cân.
Năm Thiệu Trị thứ nhất (1841), vua ban cho các hoàng đệ là Miên Thần, Miên Tể, Miên Tích, Miên Lương và Miên Tỉnh mỗi người một chiếc thuyền mui đen để dự bị khi theo hầu.
Năm Tự Đức thứ 23, Canh Ngọ (1870), ngày 17 tháng 2 (âm lịch), quốc công Miên Tỉnh qua đời, thọ 41 tuổi, thụy là Cung Nhã (恭雅). Tẩm mộ của ông được táng tại Nguyệt Biều (nay thuộc địa phận của phường Thủy Xuân, Huế), còn phủ thờ dựng ở Dương Xuân (thuộc huyện Hương Trà cũ). Táng gần đó là mộ của một bà vợ thứ của Điện Quốc công, và tẩm của Quảng Trạch Quận công Miên Cư, anh cùng mẹ với ông.
Quốc công Miên Tỉnh có 10 con trai và 7 con gái. Ông được ban cho bộ chữ Điền (田) để đặt tên cho các con cháu trong phòng. Con trai của ông là công tử Hồng Dư, con của người vợ thứ, được tập phong làm Điện Hương hầu (奠鄉侯).